# Forschungsstelle für islamische Numismatik
Die Forschungsstelle für islamische Numismatik in Tübingen, kurz: FINT, ist eine wissenschaftliche Einrichtung an der Universität Tübingen. Sie wurde 1990 gegründet und gehört zur Abteilung für Orient- und Islamwissenschaft des Asien-Orient-Instituts. Die angeschlossene Sammlung islamischer Münzen ist die mit Abstand größte in Deutschland und eine der drei größten und bedeutendsten weltweit.

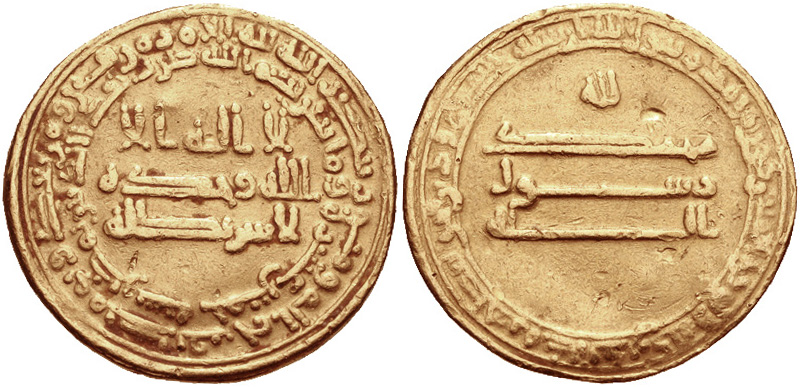
Prägeort und Prägejahr sind auf islamischen Münzen meist genau angegeben, was sie zu wertvollen Quellen macht. So besagt die Inschrift auf dem abgebildeten Stück aus der Zeit des Abbasidenkalifen al-Ma'mun, dass dieser Dinar in Ägypten anno 215 H. (830/831 A.D.) geschlagen wurde.

Die ersten rund 700 islamischen Münzen kaufte die Universität Tübingen im Jahre 1867 an; es handelte sich um die Sammlung des 1866 verstorbenen Volkskundlers und Professors für orientalische Sprachen Ernst Heinrich Meier. Danach erfuhr der (von anderen deutschen Sammlungen schnell deutlich übertroffene) Bestand lange Zeit weder eine Vermehrung noch eine wissenschaftliche Nutzung; es erfolgten lediglich neue Katalogisierungen. Erst 1988 wurde die Grundlage für die Einrichtung der FINT gelegt, indem die Universität Tübingen mit Hilfe der VolkswagenStiftung die Sammlung islamischer Münzen des Amerikaners Stephen Album erwarb. Diese war damals – insbesondere nach mehreren Iran-Reisen und Albums Position im Münzhandel, die ihm den Ankauf zahlreicher Sammlungen ermöglichte – auf fast 30.000 Stücke angewachsen und damit die größte und beste Privatsammlung auf ihrem Gebiet (hervorzuheben sind unter anderem die postreformatorischen Silberprägungen der Umayyaden sowie Münzen aus dem Jemen und dem spätmittelalterlichen/frühneuzeitlichen Iran).

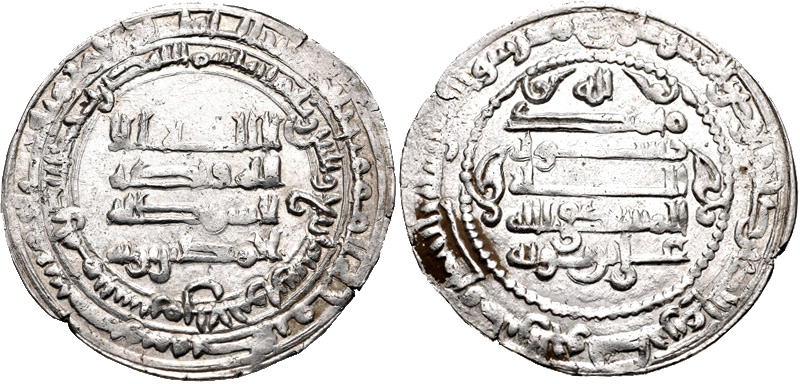
Die Namensnennung auf Münzen war ein wichtiges Herrscherrecht. Auf dem abgebildeten Dirham, welcher 334 H. (945/946) in Tustar min al-Ahwaz geprägt wurde, führt der buyidische Münzherr Mu'izz ad-Daula Ahmad über sich noch seinen Bruder Imad ad-Daula Ali sowie den Abbasidenkalifen al-Mustakfi als Oberherrn auf.

Vorbereitet durch den Einsatz des Tübinger Professors Heinz Gaube (des damals einzigen orientnumismatisch ausgewiesenen Hochschullehrers in Deutschland) sowie des Chromosomenforschers Claus Pelling vom Tübinger Max-Planck-Institut für Biologie begann die eigentliche Geschichte der FINT mit der Berufung ihres ersten Leiters und Sammlungskustos, des Arabisten und Numismatikers Lutz Ilisch, Anfang 1990. Zielsetzung war es, die – mit dem kleinen Altbestand aus dem 19. Jahrhundert, den Stücken von Album und der nun als Depositum hinzukommenden Sammlung Ilischs – inzwischen über 37.000 Münzen weiter zu erschließen und als Archiv der Herrschafts-, Religions- und Wirtschaftsgeschichte dauerhaft intensiv zu erforschen: Festgelegt wurden eine Veröffentlichung in Syllogeform, die Einbeziehung der islamischen Numismatik in die Lehre am Orientalischen Seminar, die Aufnahme von Münzfunden und die Erstellung stadtbezogener Regententabellen, die regelmäßige Abhaltung von Fachkonferenzen sowie eine Bekanntmachung und Bereitstellung der Sammlung für die wissenschaftliche Öffentlichkeit. Hierfür wurde neben einer Diathek (ca. 3000 Bildträger) sowie einer Fotosammlung (ca. 5000 Bilder) eine eigene, spezialisierte Hand- und Forschungsbibliothek aufgebaut, welche bis heute ergänzt wird und teils sehr seltene Publikationen zur islamischen Numismatik beinhaltet.
Durch gezielte Zustiftungen konnte die Münzsammlung der FINT unter Lutz Ilischs Kuration im Laufe der Jahre noch einmal mehr als verdoppelt werden, auf rund 75.000 Münzen. Zählt man noch die separate Sammlung der Klassischen Archäologie (siehe Numismatische Arbeitsstelle) hinzu, befindet sich in Tübingen der umfangreichste Münzbestand einer deutschen Universität. Auf dem Gebiet der islamischen Münzen können sich heute weltweit nur noch die Sammlungen der Eremitage in St. Petersburg, des Nationalmuseums Qatar und der American Numismatic Society in New York mit dem FINT-Bestand messen. Letzterer umfasst Objekte aus sämtlichen Regionen von der Iberischen Halbinsel bis Indien; Ziel ist eine systematische Ordnung nach Münzstätten.
Publiziert wird die FINT-Sammlung in der Reihe Sylloge Numorum Arabicorum Tübingen, kurz: SNAT (im Ernst Wasmuth Verlag). Einige der großformatigen, anderen Sammlungen bereits als Vorbild dienenden Bände wurden mit internationalen Preisen für die beste Publikation des Jahres ausgezeichnet. Bisher erschienen sind:
- Bd. IVa Bilād aš-Šām I – Palästina, bearbeitet von Lutz Ilisch (1994)
- Bd. XIVd Ḫurāsān IV – Ġazna/Kabul, bearbeitet von Florian Schwarz (1995)
- Bd. IVc Bilād aš-Šām III – Ḥamāh, bearbeitet von Lorenz Korn (1998)
- Bd. IVe2 Bilād aš-Šām V – Die Münzstätte Aleppo in Mamlūkischer und Osmanischer Zeit (ca. 1260–1760), bearbeitet von Alaa Aldin Al Chomari (2021)
- Bd. XVb Mittelasien II – Nord- und Ostzentralasien, bearbeitet von Tobias Mayer (1998)
- Bd. XIVc Ḫurāsān III – Balḫ und die Landschaften am oberen Oxus, bearbeitet von Florian Schwarz (2002)
- Bd. XVa Mittelasien I – Buḫārā/Samarqand, bearbeitet von Boris Kočnev, Golib Kurbanov, Madeleine Voegeli und Michael Fedorov (2008)
- Bd. XIVa Ḫurāsān I – Naysābūr, Sabzawār und die Münzstätten in Ǧuwayn, bearbeitet von Atef Mansour M. Ramadan (2012)
- Bd. IVb1 Bilād aš-Šām II – Damaskus von den Umayyaden bis zu den Mongolen ca. 660–1260 AD, bearbeitet von Lutz Ilisch (2015)
- Bd. III Egypt, bearbeitet von Mohammad Younis (2017)

Neben der SNAT-Publikation, der regelmäßigen Lehre und der Betreuung von Forschungsgästen, welche dank Stipendien auch aus dem Nahen Osten und Zentralasien an die FINT kommen, ist unter Lutz Ilisch als weiterer Arbeitsbereich die Bestimmung islamischer Silbermünzen oder Dirham-Fragmente gekommen, wie sie in Deutschland häufig östlich der Elbe im Boden gefunden werden, siehe wikingerzeitliche Münzfunde im Ostseeraum. Zudem findet an der FINT jedes Jahr die mitteleuropäische Regionalkonferenz der Oriental Numismatic Society (ONS) statt.
Nachdem die Forschungsstelle bei ihrer Einrichtung 1990 samt Bibliothek und Sammlung im Gebäude der Tübinger Universitätskasse (Wilhelmstraße 26) untergebracht worden war, erfolgte 2015 der Umzug in die Wilhelmstraße 113, wo sich somit die gesamte Abteilung für Orient- und Islamwissenschaft befindet.
Seit 2018 wird die Forschungsstelle von  Sebastian Hanstein geleitet.